# Covenanter tank

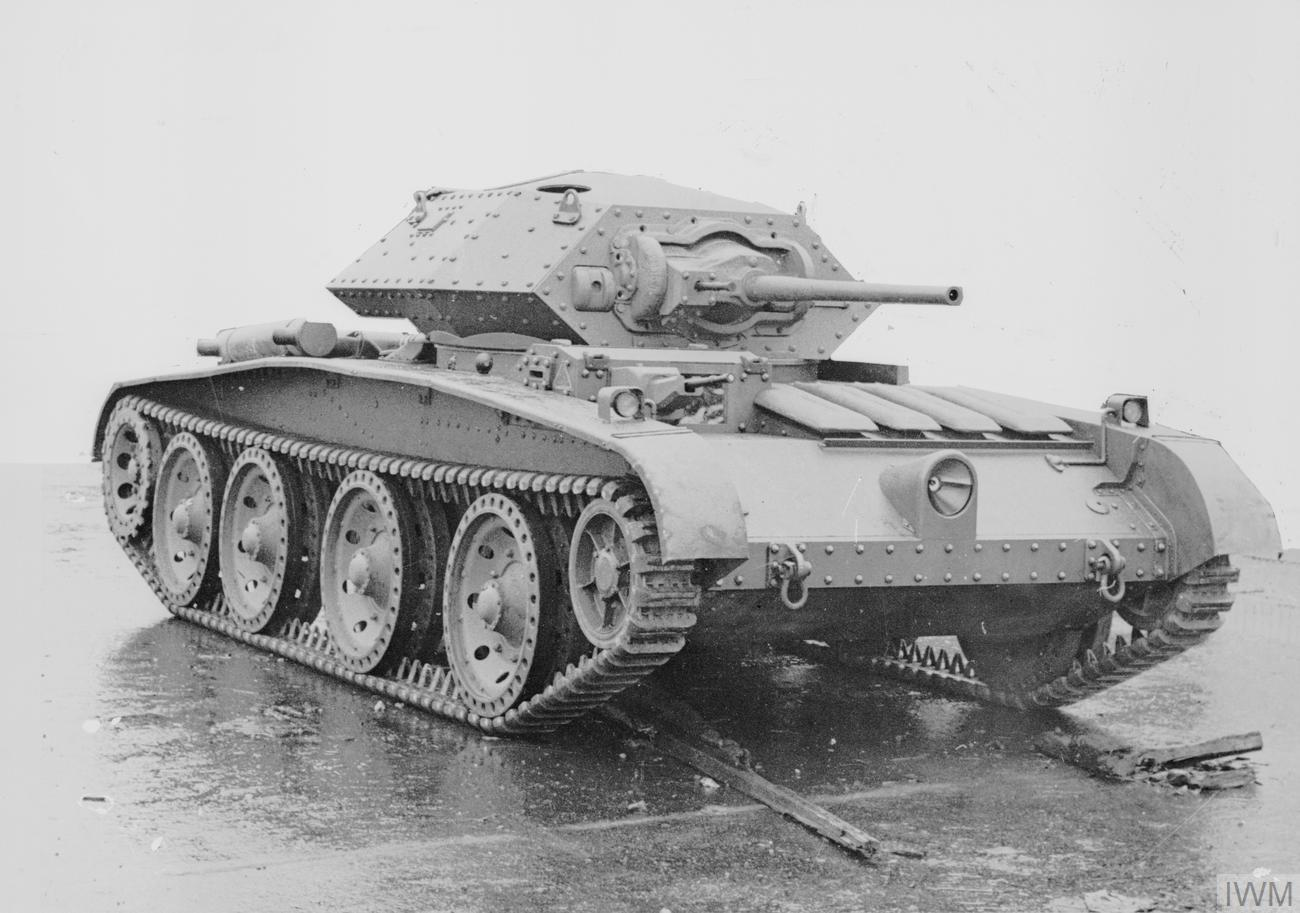
Het tweede prototype met een vroeg type kanonmantel en loopwielen van aluminium

Een Covenanter III

De Cruiser, Mk V of A13 Covenanter was een Britse tank uit 1939. Het was de eerste cruisertank waaraan een naam werd gegeven. Met de Crusader, een andere cruiser-tank, had de Covenanter de toren gemeen; daarentegen verschilde het onderstel: de Covenanter gebruikte het klassieke Christie onderstel, met vier loopwielen (de Crusader had er vijf).
Hij werd ontworpen door de London, Midland and Scottish Railway Company (LMS) als een beter gepantserde vervanging voor de Cruiser Mark IV. Problemen met het ontwerp, de motor achterin en de radiateur voor de koeling voorin naast de chauffeur, werden pas duidelijk toen de productie al in volle gang was.

## Ontwikkeling
In 1938 kwam het War Office tot de conclusie dat de meest geavanceerde Britse cavalerietank, de A13 Mk II Cruiser Mk IV, wel snel was met zijn Christie-ophanging, maar door zijn dunne pantser erg kwetsbaar was voor antitankwapens of vijandelijke middelzware tanks. Twee projecten van Nuffield Mechanizations and Aero Limited voor heavy cruiser tanks, de A14 en de A16, bleken te zwaar en te duur. Op 2 februari 1939 werd daarom besloten tot de ontwikkeling van een A13 Mk III Cruiser Mark V. Die moest dezelfde ophanging en 40mm bewapening hebben als de A13 Mk II maar een pantser rondom van 30 millimeter dikte. De romp moest zo laag mogelijk zijn om gewicht te besparen en werd ontworpen door LMS. Hiervoor werd door het bedrijf Henry Meadows een motor ontworpen met een laag profiel. Daartoe werd ook de romp gelast in plaats van klinknagels toe te passen. De transmissie van de A16 zou gebruikt worden. Nuffield ontworp de toren.
Het werd de gewoonte om alle cruiser tanks een naam te geven die met een C begon. De Covenanter werd vernoemd naar de Covenanters, een Schotse religieuze groepering in de Britse Eilanden ten tijde van de Oorlogen van de Drie Koninkrijken.

## Productie
Het Verenigd Koninkrijk hoopte samen met Frankrijk in 1941 of 1942 grote offensieven uit te voeren tegen Duitsland. Men had grote haast daarvoor het nodige materieel te vergaren. Besloten werd de Covenanter meteen in productie te nemen, nog voor de twee bestelde prototypen klaar waren. Wijzigingen die noodzakelijk zouden blijken bij het testen van de prototypen zouden tijdens de productie moeten worden ingevoerd. De productielijn werd opgestart in september 1939. Toen werd ook een tweede order geplaatst van 151 voertuigen. Uiteindelijk steeg het aantal bestelde exemplaren tot 1771, een veelvoud van het aantal middelzware cavalerietanks waarover men in 1939 beschikte. Voor de productie daarvan werden ook English Electric en Leyland Motors ingeschakeld. 
De eerste romp werd geleverd op 23 mei 1940. Nog voor het eerste prototype afgebouwd was, had het Britse Expeditieleger zich in juni 1940 al van het vasteland Van Europa moeten terugtrekken. Tanks waren echter des te harder nodig om Groot-Brittannië te beschermen tegen een Duitse invasie. Het eerste prototype doorliep in 1940 een succesvol testprogramma. Bij het tweede prototype, geleverd op 29 september 1940, openbaarden zich problemen bij de koeling. Om de motor zo plat mogelijk te houden waren de radiateurs buiten de romp op de neus geplaatst, onder eigen pantserkapjes. Dat leverde geen optimale koeling op en de verbindende pijpen gaven veel hitte af wat het gevechtscompartiment vrijwel onleefbaar maakte. Na enkele uren rijden steeg de temperatuur van de koelvloeistof tot 177°C. De pantserdikte werd verhoogd tot 40 millimeter waarbij twee platen op elkaar gelast moesten worden. Een tekort aan lassers noopte weer terug te keren naar toepassen van klinknagels. Geplande aluminiumloopwielen werden vervangen door stalen wielen. Hierdoor steeg het gewicht naar 18 ton, het maximum wat de ophanging kon dragen. Een verdere versterking van de bescherming zat er daardoor niet in. Het type werd daarom niet verder ontwikkeld maar opgevolgd door de gelijktijdig ontworpen A15 Mk VI Crusader.
Pas in december 1940 werden de eerste zeven tanks geleverd. Hoewel het al duidelijk was dat het type niet bevredigde, kon men het zich niet veroorloven de tankproductie te beëindigen. Het ministerie van Defensie meende voor 1941 9930 cavalerietanks nodig te hebben. De productie van de Covenanter beliep dat jaar 81 in het eerste kwartaal, 186 in het tweede kwartaal en 212 in het derde. In totaal werden vijfhonderd voertuigen van een eerste versie gebouwd die later de aanduiding Covenanter I kreeg. In augustus 1941 werden opvolgende bestellingen geplaatst. Van oktober 1941 af werd een tweede versie gebouwd, de Covenanter III. Die had een anders ingericht motorcompartiment voor een betere koeling. Daarvan zijn er 680 gemaakt. In juni 1942 ging de laatste versie in productie, de Covenanter IV. Deze had verbeterde luchtfilters. De productie liep uit tot begin 1943. In april 1942 begon LMS bestaande Covenanter I tanks om te bouwen met het koelsysteem van de Covenanter III. Zulke omgebouwde tanks werden Covenanter II genoemd. Er werd ook een klein aantal voertuigen omgebouwd tot een 76,2mm-houwitsertank, de Covenanter IICS of IVCS. Die moesten close support geven aan de standaardtanks door antitankkanonnen met brisantgranaten te bestoken.

## Inzet
De tank werd door diverse Britse pantserdivisies gebruikt bij de verdediging van het thuisland en voor training. De eerste voertuigen werden in de zomer van 1941 toebedeeld aan de 1st Armoured Division. Vanwege de problemen met het koelsysteem zou het type nooit overzees worden ingezet. Toen 1st Armoured in september 1941 naar Egypte vertrok, werd het materieel overgedaan aan de 9th Armoured Division. Vier Covenanter IV's werden naar Egypte verscheept waar bleek dat ze inderdaad volledig ongeschikt waren voor een woestijnklimaat. De 9th Armoured trainde met het type tot september 1942. Van begin 1942 tot september 1943 werden de geleverde Covenanter III's gebruikt bij training door de Guards Armoured Division.
De 1e Poolse Pantserdivisie werd in 1942 met deze versie uitgerust en gebruikte die tot begin 1944. Een van deze voertuigen werd in Canterbury nog door een Duitse bom uitgeschakeld, het enige gevechtsverlies van het type tijdens de oorlog. Modernere tanks ontliepen door de inzet in Engeland de zware slijtage die het gevolg is van intensieve training. In februari 1944 werd het wapen officieel buiten gebruik genomen. Bepaalde voertuigen, twintig Covenanter I's en zestig Covenanter IV's, werden echter omgebouwd tot bruggenlegger of artillerieobservatievoertuig en door de Guards of de Polen ingezet in Nederland. Een Tsjechische brigade gebruikte zulke bruggenleggers na oktober 1944 bij het beleg van Duinkerken; de Australische 4e Pantserbrigade in 1945 in het gebied van de Stille Oceaan.

## Heden

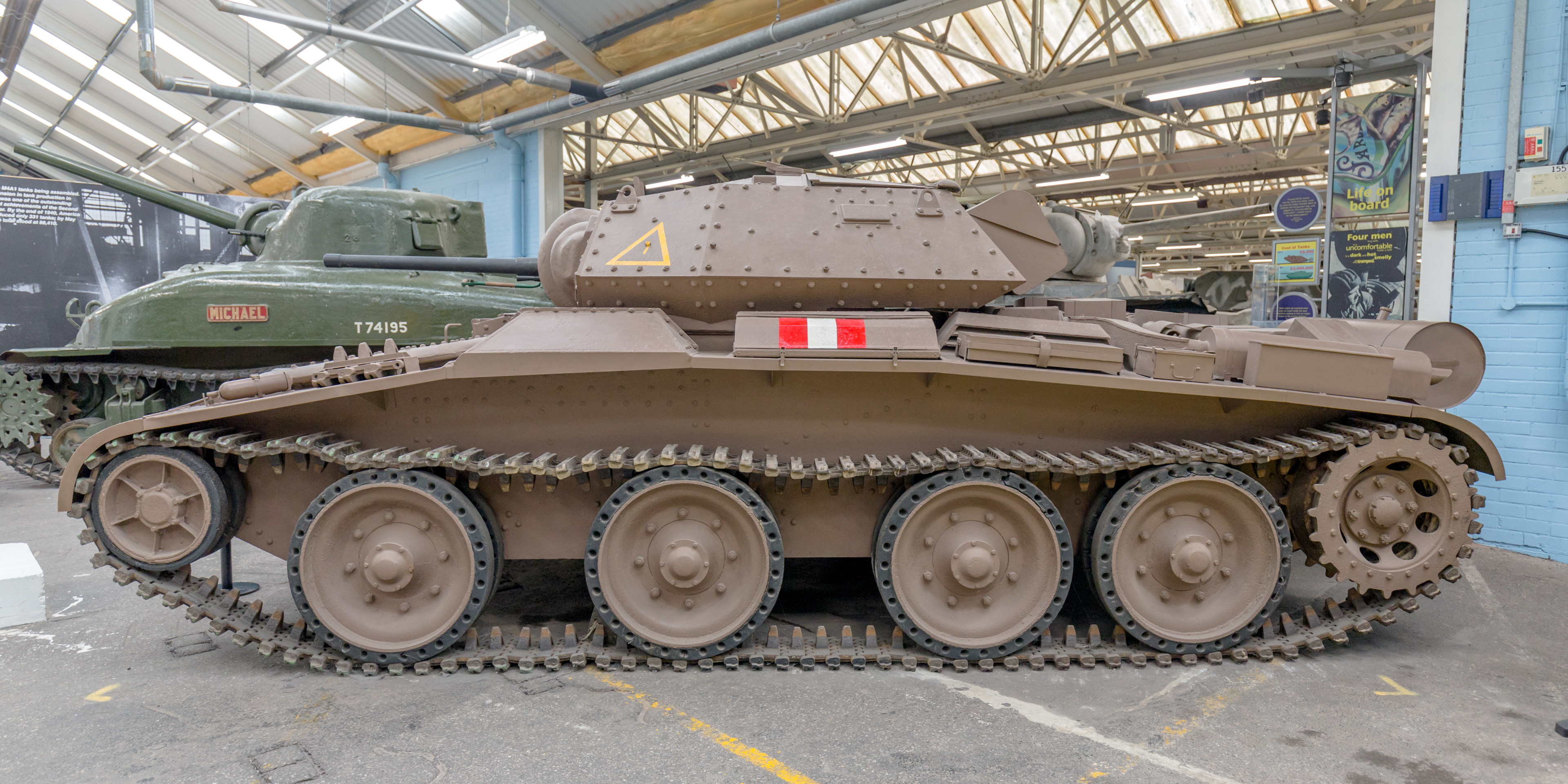
Covenanter in Bovington

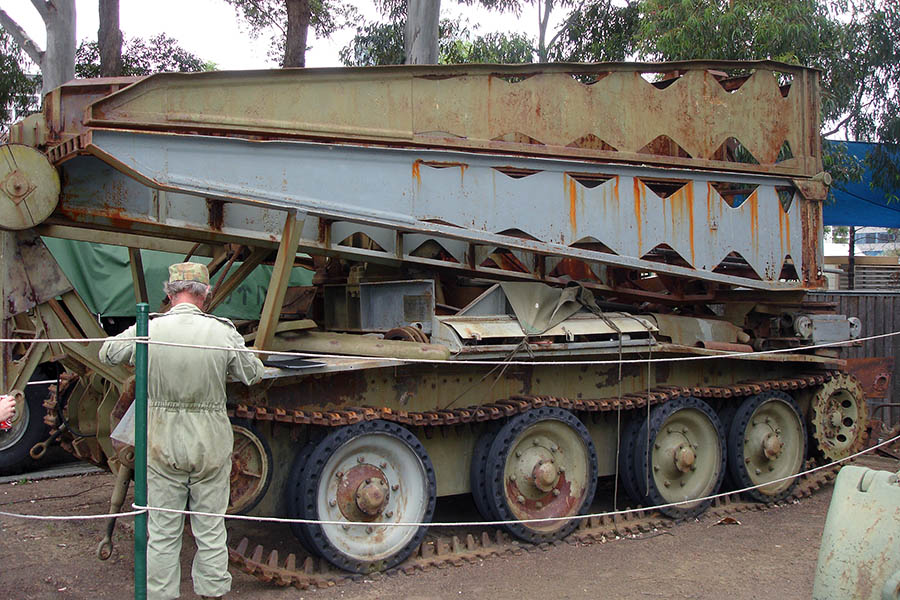
Een bruggenlegger

Het Bovington Tank Museum stelt een exemplaar tentoon dat in 1977 werd ontdekt op een boerderij waar het gebruikt was om een tankgracht te vullen. Het werd in 1983 opgegraven en was in 1985 gerestaureerd. Het betreft een Covenanter III met het serienummer T.23140, eind 1941 geproduceerd door Leyland. Het droeg de naam "Achilles" en diende bij de 9th Armoured Division. Mei 2017 werd op dezelfde locatie een tweede exemplaar opgegraven met serienummer T.18656, geproduceerd door English Electric.
Twee bruggenleggers worden getoond in Australië, in het Royal Australian Armoured Corps Tank Museum, te Puckapunyal, in Victoria, en het 1st/15th Royal New South Wales Lancers Lancer Barracks and Museum te Parramatta, in New South Wales.

## Varia
Covenanter tanks zijn, in actie, tijdens trainingen, te zien in de films The Way Ahead en They Were Not Divided.